# Ногера, Патрисия
Патрисия Ногера (исп. Patrica Noguera; род. 26 июня 1961, Каракас) — венесуэльская актриса.

## Биография
Патрисия Ногера (наст. имя: Nelida Consuelo Patricia de la Carida Noguera Rangel) — дочь известной венесуэльской актрисы Нури Флорес (наст имя: Nury Rangel Aragon) и фотографа Луиса Ногера. Как актриса дебютировала в возрасте 14 лет в теленовелле «Isabelita» (1975) на телеканале РКТВ. Актёрское мастерство изучала на курсе легендарной венесуэльской актрисы и примы РКТВ, Амалии Перес Диас. В 1979 году сыграла в одной из самых успешных и популярных теленовелл РКТВ «Estefania». На этом же телеканале сыграла ещё в двух известных теленовеллах «Mabel Valdez, periodista» (1979) и «Senora de Cardenas» (1977). С середине 80-х работала на «Веневисьон», затем в международных проектах. В настоящее время живёт в Майами.

## Фильмография
- Mi corazón insiste... en Lola Volcán (2011)
- Valeria (2008)
- Gata Salvaje (2002)
- Cuando hay pasion (1999)
- Samantha (1998)
- Morelia (1995)
- Guadalupe (1994)
- El magnate (1990)
- La Revancha (1989)
- Esa muchacha de ojos cafe (1986)
- Martha y Javier (1983)
- Estefania (1979)
- Mabel Valdez, periodista (1979)
- Senora de Cardenas (1977)
- Isabelita (1975)